# المرافقة (فلم 2015)
المرافقة (بالإنجليزية: The Escort) فيلم درامي رومانسي كوميدي أمريكي إنتاج عام 2015 إخراج ويل سلوكومب، بطولة مايكل دونيغر وليندسي فونسيكا تدور أحداث الفيلم حوال رجل يائس للحصول على قصة جيدة، يلقي الصحفي المدمن على الجنس نفسه في عالم مرافقين من الدرجة العالية عندما يبدأ في متابعة مرافقة متعلمة من جامعة ستانفورد.

## حبكة الرواية
يعاني الصحافي ميتش كوبر، وهو شاب أعزاب مفلس يئس البالغ من العمر 27 عامًا يُفصل من عمله، يتقدم لوظيفة في إحدى المجلات ويعده المحرر بتوظيفه إذا كتب مقالاً أكثر تشويقاً من منافسيه، ليجد صعوبة في إيجاد موضوع شيق يكتب عنه في الصحيفة، يقرر الانخراط في عالم العاهرات لعله يجد ما يبحث عنه، ويبدأ في تتبع ناتالي الفتاة ذات شخصية مشوقة تعمل مرافقة لكسب المال، من أجل مواصلة تعليمها في جامعة ستانفورد.
مع شعورها بعدم الأمان في مواعداتها غير المتوقعة. توافق على السماح لميتش بمتابعتها كحارس شخصي وتدخله متى ما تطلب الامر ذلك، وحتى يتمكن ميتش من كتابة قصته أيضًا. مع مرور الوقت تتطور مشاعرهما تدريجيا تجاه بعضهما البعض.

## طاقم التمثيل
- ليندسي فونسيكا في دور ناتالي (أيضا باسم فيكتوريا)
- مايكل دونيغر في دور ميتش
- تومي ديوي في دور جب
- بروس كامبل في دور تشارلز
- راشيل ريشيف في دور إميلي
- رومر ويليس في دور دانا
- ستيفن أوغ في دور وارن

## قائمة التشغيل
فيما يلي قائمة أغنيات مصاحبة لبعض المشاهد الدرامية للفيلم ذا إسكورت .
| #  | عنوان                                                | كلمات                                                         | أداء                               | المدة |
| -- | ---------------------------------------------------- | ------------------------------------------------------------- | ---------------------------------- | ----- |
| 1. | "أنا لا أخاف من الحب" "I'm Not Afraid of Love"       | Tyler Ludy & Edger matthews                                   | Sharon Clark & The Product of Time | 3:33  |
| 2. | "مشرق مثل ضوء ليلتك" "As Bright As Your Night Light" | Cory Wayne, Stuart Phelps, Christopher Snow, Zackary O'Renick | Nerves Junior                      | 3:41  |
| 3. | "Look for Me (feat.Rachel Fannan)"                   | Matthew “Cornbread” Compton, Rachel Marie Williams            | Realities feat. Rachel Fannan      | 2:26  |
| 4. | "Faces In The Light"                                 | Rob Barbato                                                   | A P English                        | 3:45  |
| 5. | "Surrender"                                          | Todd Mendelsohn, Dani Mari                                    | Lockets                            | 3:46  |
| 6. | "Come Inside"                                        | Timothy Cohen                                                 | Magic Trick                        | 4:01  |
| 7. | "Lost and found"                                     | Jeremy Johnson , Brandon Duggins, Andrew Osborn               | Workers                            | 3:35  |
| 8. | "Los Angeles, Be Kind"                               | Scott Hutchison, Andy Monaghan, Simon Liddell                 | Owl John                           | 3:40  |
| 9. | "أمسك يدي" "Hold My Hand"                            | John Churton , Jake Hanner, Casey Hanner                      | Donora                             | 3:55  |

## الجوائز والترشيحات
- مهرجان لوس أنجلوس السينمائي 2015
  - رُشِّح لجائزة لوس أنجلوس ميوز (ويل سلوكومب)

## روابط خارجية
- المرافقة على موقع IMDb (الإنجليزية)
- المرافقة على موقع روتن توميتوز (الإنجليزية)
- المرافقة على موقع قاعدة بيانات الأفلام العربية
- المرافقة على موقع ألو سيني (الفرنسية)
- المرافقة على موقع Turner Classic Movies (الإنجليزية)
- المرافقة على موقع أول موفي (الإنجليزية)
- المرافقة على موقع فيلمافينيتي (الإسبانية)
- المرافقة على موقع قاعدة بيانات الفيلم (الإنجليزية)
- المرافقة على موقع ليتربوكسد (الإنجليزية)
- المرافقة على موقع كينوبويسك (الروسية)